# Epsilon1 Arae
Epsilon1 Arae (ε1 Ara, ε1 Arae) é uma estrela na constelação de Ara. Tem uma magnitude aparente de +4,1, sendo visível a olho nu. Com base em sua paralaxe de 9,04 milissegundos de arco, está a aproximadamente 360 anos-luz (111 parsecs) da Terra.
Epsilon1 Arae é uma estrela gigante evoluída com uma classificação estelar de K3 III. É cerca de 74% mais massiva que o Sol. Com uma idade estimada em 1,7 bilhões de anos, sua atmosfera externa expandiu-se para 34 vezes o raio solar. Está irradiando energia a uma temperatura efetiva de 4 176 K, tendo a coloração alaranjada de estrelas de classe K.